# Duktus (paleografie)
Duktus v paleografické terminologii znamená popis kresby písmene, jeho tvar a pořadí, tj. počet, směr a posloupnost tahů.
Duktus slouží morfologické analýze pro vysvětlení tvarů psaného písma. Písmo lze dále analyzovat pomocí:
- Modelová analýza (pomáhá odhalit osobité rysy pisatele)
- Genetická analýza (z jakých základních tvarů se písmo vyvinulo)